# Charles-Émile Callande de Champmartin
Charles-Émile Callande de Champmartin (* 1797 in Bourges, Centre-Val de Loire; † 1883 in Paris) war ein französischer Historien- und Porträtmaler. Er widmete sich in seinem Werk auch religiösen und orientalistischen Themen.
Der Schüler von Guérin unternahm 1815 eine Reise nach Konstantinopel, debütierte im Jahr 1819 im Pariser Salon mit zwei religiösen Motiven, bevor er 1827 die dort geschaffenen Gemälde ausstellte. Später wandte er sich der Porträtmalerei zu. Er war eng mit Eugène Delacroix befreundet, der ihn oft in seinem Journal (Tagebuch) erwähnt.

## Darstellung
- Jules Coignet: Charles-Emile Callande de Champfleury, 1817, Öl auf Leinwand, 61 × 50 cm, Versailles, Musée national du château et des Trianons

## Werkauswahl
- 1826: Le massacre des janissaires

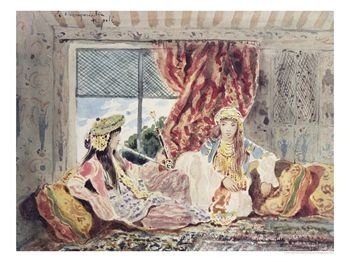
Charles-Émile Callande de Champmartin:Harem in Tripoli

- 1833: Portrait de Jacques de Fitz-James, duc de Berwick, maréchal de France (1671-1734), Öl auf Leinwand, 214 × 140 cm, Colmar, Hôtel de la préfecture du Haut Rhin, Auftrag des Königs Louis-Philippe I. für das Musée historique in Versailles
- 1834: Portrait de Charles de Sainte-Maure, Duc de Montausier (1610-1690), Öl auf Leinwand, 72 × 57 cm, Paris, Finanzministerium
- 1835: Portrait de Louis de Bourbon, comte de Soissons (1604-1641), Öl auf Leinwand, 72 × 57 cm, Versailles, Musée national du château et des Trianons
- 1835: Portrait de Bertrand, comte de Clausel, maréchal de France, Öl auf Leinwand, 215 × 140 cm, Versailles, Musée national du château et des Trianons, Auftrag des Königs Louis-Philippe für das Musée historique in Versailles, nach dem 1833 von Callande de Champmartin im Salon ausgestellten Original
- 1840: Portrait de Paul Emile Botta, Öl auf Leinwand, 56 × 46 cm, Paris, Louvre
- 1840: Porträt de Henriquel-Dupont (1797–1892), Öl auf Leinwand, 55 × 46 cm, Versailles, Musée national du château et des Trianons
- um 1840: Portrait d'Emile Deschamps, Öl auf Leinwand, 55,4 × 45,8 cm, Paris, Musée du Louvre
- um 1842: Romulus et Remus, Öl auf Leinwand, 117 × 90 cm, Paris, Musée du Louvre
- um 1844: Laissez venir à moi les petits enfants, Öl auf Leinwand, 272 × 179 cm, Paris, Musée du Louvre
- 18??: Massacre des Innocents (Öl auf Leinwand, 382 × 331 cm), Paris, Musée du Louvre
- 18??: Portrait de Lizinska de Mirbel, née Rue (1796–1849), Öl auf Leinwand, 217 × 138 cm, Versailles, Musée national du château et des Trianons
- 18??: Portrait d'Eugène Sue, Öl auf Leinwand, 60 × 50 cm, Dijon, Musée Magnin